# 상미얀마

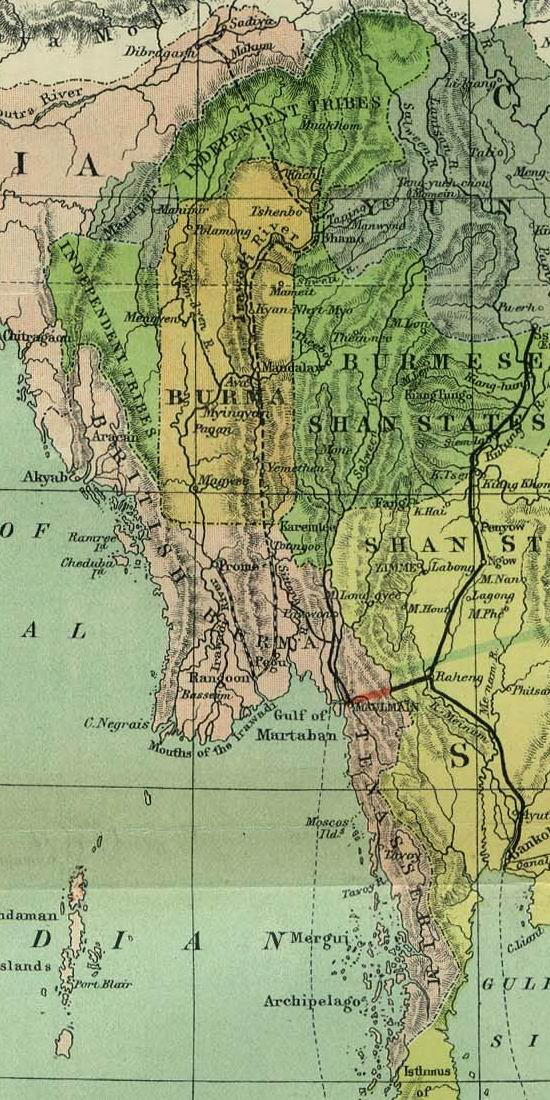
영국인이 파악한 미얀마의 정치지형도(1885년 경) 상미얀마는 주황색, 분홍색은 영국령 및 기타 지역

상미얀마(버마어: အထက်မြန်မာပြည်, 영어: Upper Myanmar)는 미얀마의 북부 지역을 총칭하는 용어로서 현재의 만달레이와 인근 지역을 포괄한다. 더 넓게 말하면 카친 주와 샨 주를 포괄한다.
버마어에서는 상미얀마 추신 사람들을 a-nya tha(버마어: အညာသား)이라 칭하는 반면 하미얀마 출신 사람들은 auk tha(버마어: အောက်သား)라 칭한다.
사실 처음에는 영국이 현재 미얀마의 중북부 지방을 지칭하기 위해 사용한 이름이다. 제2차 영국-미얀마 전쟁(1852) 이후에 미얀마가 국토 절반을 잃으면서 [대영제국]]에 합병되고 상미얀마만이 꼰바웅 왕조의 영토로 남았다. 이 지역은 아바 왕국이라 불리기도 한다.
역사적으로는 버마인이 대다수를 차지했고 하미얀마는 이와 달리 1800년대 초까지 몬 족을 중심으로 한 몬어가 널리 쓰인 것으로 파악되고 있다. 변방 지역은 식민지 시기 행정 구역으로 함께 동칭되었지만 소수 부족의 거주지이다.
정부 조직에서도 약간의 차이가 나타나는데 교육부는 상하 미얀마를 나눠 관할하고 있고 일부 신문에서도 이 두 기구를 별칭한다. 미얀마타임스 또한 상미얀마에 대한 소식을 따로 전한다. 언어적 차이로는 방언의 특성상 약간의 차이가 있지만 억양이라기 보다는 단어 선택의 차이에 있어서 차이가 많이 난다. 일례로 가족 호칭에 있어서 어머니와 아버지 양가의 호칭이 상미얀마 출신 사람들은 다르지만 하미얀마 지역 사람들은 이러한 차이를 단어 차이로 두지 않는다.